# Marthe Kellerová
Marthe Kellerová (* 28. ledna 1945 Basilej) je švýcarská herečka a režisérka. 
Začínala jako baletka v Basilejském divadle. Její taneční kariéru předčasně ukončil úraz při lyžování, od roku 1962 působila jako herečka v berlínských divadlech Schiller Theater a Berliner Ensemble. V roce 1964 natočila s Rolfem Wankou svůj první televizní film Mein oder Dein a v roce 1966 ji Guy Hamilton obsadil do vedlejší role ve špionážním dramatu Pohřeb v Berlíně. Za roli ve filmu Wilder Reiter GmbH byla nominována na Německou filmovou cenu. Hrála hraběnku v televizním seriálu Arsène Lupin. Účinkovala ve francouzských filmech Tahat ďábla za ocas, Stará panna a Běží, běží po předměstí.
V sedmdesátých letech se prosadila také v Hollywoodu. Za roli Elsy v Maratónci Johna Schlesingera byla nominována na Zlatý glóbus za nejlepší ženský herecký výkon ve vedlejší roli. Hrála také v Černé neděli Johna Frankenheimera, Bobbym Deerfieldovi Sydneyho Pollacka a Fedoře Billyho Wildera. Za kanadský film Amatér získala v roce 1981 nominaci na Genie Award.
V pařížském Théâtre de la Ville hrála ve Třech sestrách a Donu Carlosovi. Na Broadwayi účinkovala ve hře Abbyho Manna Norimberský proces a byla nominována na cenu Tony. Účinkovala v oratoriu Cassandra, které pro ni složil Michael Jarrell na text Christy Wolfové. V roce 1984 vydala desku s písní „Les paillettes de l'amour“. Hrála v televizních seriálech Věznice parmská, Richard Wagner a Ve stínu hákového kříže. Nikita Michalkov ji obsadil do filmu Oči černé a Roberto Faenza do filmu Jak tvrdí Pereira. V roce 2005 získala Švýcarskou filmovou cenu za roli ve filmu Fragile. Hrála ve fantasy filmu Clinta Eastwooda Život po životě a v Amnézii Barbeta Schroedera. V roce 2023 ji James Hawes obsadil do životopisného filmu o Nicholasi Wintonovi nazvaného Jeden život. V seriálu BBC Marie Antoinetta ztvárnila Marii Terezii.
Od roku 1999 se věnuje také operní režii. Uvedla Lucii z Lammermooru ve Washingtonské národní opeře a Dona Giovanniho v Metropolitní opeře v New Yorku. V roce 2016 byla předsedkyní poroty sekce Un certain regard na festivalu v Cannes. Zapojila se do projektu na ochranu přistěhovalců v Paříži nazvaného Les 18 du 57, Boulevard de Strasbourg. Roku 2009 jí byl udělen Řád umění a literatury a roku 2012 Řád čestné legie.
Jejím partnerem byl režisér Philippe de Broca, s nímž má syna Alexandra. Později měla vztah s Al Pacinem. Žije ve švýcarském Clarens-Montreux.